# 배트맨 (1992년 애니메이션)
《배트맨》(영어: Batman: The Animated Series 배트맨: 디 애니메이티드 시리즈[*]) 또는 《배트맨 TAS》는 DC 코믹스의 동명의 만화이자 슈퍼히어로를 원작으로 한 미국의 텔레비전 애니메이션이다.

## 개요
처음에는 《배트맨》이라는 이름으로 폭스 키즈에서 65회까지 방송되었다. 그 후 93년부터 《디 어드벤처스 오브 배트맨 앤드 로빈》(The Adventures of Batman & Robin)이라는 이름으로 조수 로빈이 고정 출연으로 된 20화가 방송되었다. 이후 후속작 뉴 배트맨 어드벤처스가 방영되었으며 이후 《슈퍼맨》과 합쳐져 《더 뉴 배트맨/슈퍼맨 어드벤처스》라는 새로운 시리즈가 방영되었다.